# Comté de Macon (Tennessee)
Pour les articles homonymes, voir Comté de Macon.
Le comté de Macon est un comté de l'État du Tennessee, aux États-Unis. Le siège du comté est situé à Lafayette et sa population en 2000 était de 20 386 habitants.